# Vinh (nước)
Vinh (giản thể: 荣; phồn thể: 榮; bính âm: Róng) là một nước chư hầu của nhà Chu trong lịch sử Trung Quốc. Nước Vinh do Chu Vũ Vương phân phong cho người trong tôn thất họ Cơ. Địa phận của nước Vinh nay thuộc khu vực thành phố Củng Nghĩa của tỉnh Hà Nam.